# Greg Merson
Greg Merson, né le 8 décembre 1987 à Washington, réside à Laurel, Maryland, est un joueur de poker professionnel américain.
Il est connu grâce à sa victoire sur le Main Event des WSOP 2012. Au cours de la même année, il a remporté un second bracelet WSOP. En grande partie en raison de ces deux résultats, il devient le joueur de l'année 2012.
| Année | Places payées | Tables finales | Bracelets |
| ----- | ------------- | -------------- | --------- |
| 2009  | 1             | 0              | 0         |
| 2011  | 1             | 0              | 0         |
| 2012  | 4             | 2              | 2         |
| 2013  | 1             | 0              | 0         |
| 2014  | 3             | 0              | 0         |
| 2015  | 4             | 2              | 0         |

| Année | Tournois                                  | Gains      |
| ----- | ----------------------------------------- | ---------- |
| 2012  | $10,000 No Limit Texas Hold'em Six Handed | $1,136,197 |
| 2012  | $10,000 No Limit Hold'em Main Event       | $8,531,853 |